# Иероглифическая монада
Иероглифическая монада (лат. Monas Hieroglyphica) — изобретённый английским эзотериком Джоном Ди (1527—1608) символ, описанный в его одноимённой книге 1564 года. Трактат состоит из 24 «теорем», описывающих взаимосвязи между символом монады и другими алхимическими знаками.
В 1562 году Джон Ди путешествовал в Нидерланды, где познакомился с трактатом «Стеганография» аббата Иоганна Тритемия (1462—1516). Во времена Ди считалось, что книга Тритемия являлась руководством по демонической магии. Сам Ди, как и современные исследователи, интерпретируют упоминаемых в первых двух книгах «Стеганографии» ангелов и демонов как аллегории криптографических алгоритмов. Согласно предложенной в 1677 году Робертом Гуком интерпретации, зафиксированной в его дневнике, интерес Ди к книге Тритемия был связан с желанием разработать тайную систему связи для передачи сообщений королеве. Английский журналист Дональд Маккормик (писавший под псевдонимом Ричард Дикон) предполагает, что другой целью Ди было дальнейшее развитие теории телепатии, которую, как ему представлялось, Тритемий изложил в третьей книге своего труда. После изучения «Стеганографии», работа над «Иероглифической Монадой», которую Ди вёл 7 предшествующих лет, была завершена за 12 дней. Книга была отпечатана в Антверпене в 1564 году с посвящением императору Максимилиану II. Второе издание, под названием «The Monad, Hieroglyphically, Mathematically, Magically, Cabbalistically and Anagogically Explained» вышло в 1591 году. Текст не был понят современниками и не получил широкого распространения. Королева Елизавета I, тем не менее, ознакомившись с книгой, нашла её полезной и согласилась изучать тайные науки у Ди.
Сторонником представления о важном значении «Иероглифической Монады» для европейских и английских оккультистов была английский историк Фрэнсис Йейтс. В своей книге «Розенкрейцерское просвещение» она отмечает важность появления Монады в «Амфитеатре Вечной Мудрости» немецкого мистика Генриха Кунрата, Theatrum Chemicum Britannicum Элиаса Эшмола и во втором розенкрейцерском манифесте. Литературовед Брайан Викерс раскритиковал предположения Йейтс как безосновательные. По мнению Викерса, «Монада» («возможно, самое загадочное произведение, написанное англичанином») не имела существенного значения, а использование графического символа иероглифической монады особого смысла не несло. В ходе дальнейших исследований выяснилось, что рецепция «Монады» была существенно шире, чем представлялось Викерсу, и ссылки на произведение Ди встречаются в большом количестве текстов на латыни, английском, немецком и французском языках. Полностью оно было включено только в шеститомный алхимический компендиум Лазаря Цетцнера Theatrum Chemicum. Одним из первых свидетельств знакомства с «Монадой» в Италии является трактат Джулио Чезаре Капаччо «Delle imprese» (Неаполь, 1592). Тем же годом датируются тезисы, подготовленные для диспута кармелитским монахом Паоло Антонио Фоскарини (ок. 1562—1616); часть тезисов касается иероглифов и, в частности, монады Ди.

## Издания
- Иероглифическая Монада // Герметическая космогония / Пер. с англ. Г. А. Бутузова. — СПб. : Азбука, 2001. — ISBN 5-267-00512-6.